# Travis CI
Travis CI ist eine freie und Open-Source-Software für kontinuierliche Integration.
Travis CI wurde 2011 in Berlin erstellt und im August 2013 veröffentlicht. Die Software eignet sich zum Testen und Erstellen von Projekten, die auf GitHub veröffentlicht werden. Open-Source-Projekte konnten kostenlos mit Hilfe von travis-ci.org cloud-basiert integriert werden, während es für private Projekte seit 2014 die kostenpflichtige Seite travis-ci.com gibt. 2019 übernahm Idera aus Texas die Firma und entließ einen Großteil der Angestellten. Ende 2020 wurde das Preismodell für Open-Source-Projekte angepasst und auf die kommerzielle Plattform migriert. Durch ein Datenleck konnten 2021 geheime Umgebungsvariablen ausgespäht werden. Der Anbieter wurde aufgrund seiner spärlichen Krisenkommunikation kritisiert.
Zur Integration gibt es die YAML-Datei .travis.yml, welche Parameter zur Konfiguration enthält und im Root-Verzeichnis des Projektes abgelegt werden soll. GitHub informiert Travis-CI-Projekte über Änderungen. Travis CI überprüft darauf den entsprechenden Branch und führt die Anweisungen aus der Konfigurationsdatei aus (z. B. Software aktualisieren, testen, Bericht erstellen oder E-Mail versenden).
Als Programmiersprachen werden C, C++, C#, Clojure, Crystal, D, Dart, Elixir, Erlang, F#, Go, Groovy, Haskell, Haxe, Java, JavaScript, Julia, Objective-C, Perl, PHP, Python, R, Ruby, Rust, Scala, Smalltalk, Swift und Visual Basic unterstützt.